# Színe-java
A Színe-java a P. Mobil 1999-es válogatáslemeze, melyen a zenekar történetének legkedveltebb számai kerültek újrafelvételre, az akkori felállás által feljátszva. A lemez alcíme a "Színe...", a tervek szerint ugyanis ez egy kétlemezes válogatásalbum lenne, a második rész, a "Java" folyamatosan előkészületben van, de a mai napig nem készült még el. Azon a tervek szerint a Honfoglalás rockverziója és a komolyabb hangvételű dalok szerepelnének.
Az újrafelvételnél fontos szempont volt, hogy az új felállás billentyű nélküli hangzása tükröződjön a dalokon. A lemezre került dalokat a zenekar közösen döntötte el. Érdekesség, hogy némelyik dalban Vikidál Gyula is énekelt, ez az anyag volt a zenekarral az utolsó közös produkciója, ezt követően romlott meg végérvényesen a viszonya Schuster Lóránttal. Három számban Schuster Lóránt is énekel, a legjellegzetesebb köztük a Varjúdal, amelyen elejétől a végéig ő szerepel.

## Dallista
1. A Főnix éjszakája
2. Oh Yeah
3. Forma-1
4. Rock and Roll
5. Maradsz, aki voltál
6. Lámpagyár
7. Menj tovább
8. Miskolc
9. Örökmozgó
10. Asszonyt akarok
11. Mobilizmo
12. Kétforintos dal
13. Rocktóber
14. Varjúdal
15. Utolsó cigaretta
16. A király
17. Az utolsó rock and roll

## Közreműködtek
- Herpai Sándor – dob, ütőhangszerek
- Póka Egon – basszusgitár, vokál
- Rudán Joe – ének
- Vikidál Gyula – ének
- Sárvári Vilmos – gitár, vokál
- Schuster Lóránt – zenekarvezető, szövegíró, vokál, ének
- Borlai Gergő – dob (Az utolsó Rock and Roll)